# Lentorata
La  Lentorata (en français : ligne de l'aéroport) est un projet de liaison ferroviaire électrifiée qui relierait l'aéroport d'Helsinki-Vantaa au réseau national de trains longue distance finlandais et pour compléter la liaison aéroportuaire assurée par la Kehärata,,.
La ligne serait ouverte dans les années 2030.

## Présentation
La ligne aeroportuaire envisagée relirait la gare de l'aéroport d'Helsinki-Vantaa à la ligne principale entre Helsinki et Tampere. 
La ligne, qui serait principalement utilisée par les trains longue distance aurait une longueur d'environ 30 km.
La lentorata assurerait une connexion avec les terminaux existants de l'aéroport ou avec le nouveau terminal prévu à Viinikkala.
La ligne de l'aéroport rejoindrait la ligne principale au nord de Kerava afin d'assurer également une connexion avec la voie ferrée Kerava–Lahti.
La ligne permettrait un accès direct aux terminaux de l'aéroport par les trains longue distance, et libérerait ainsi les capacités ferroviaires occupées par le trafic longue distance dans le corridor principal actuel (ligne Helsinki-Riihimäki) pour le trafic de banlieue local en augmentation.
La ligne à double voie parcourrait presque toute la distance dans un tunnel. 
Le tunnel ferait surface à la gare de Kerava, et la ligne continuerait ensuite vers le nord jusqu'à Tampere et vers l'est la nouvelle ligne Itärata mènerait jusqu'à Kouvola.
Le trajet entre la gare centrale d'Helsinki et l'aéroport durerait 15 minutes, contre 29 minutes par la kehärata.
La lentorata permettrait aussi un accès rapide à l'aéroport d'Helsinki depuis le centre-ville d'Helsinki et depuis Pasila.